# Президентские выборы во Франции (2027)
Очередные президентские выборы во Франции пройдут в период между 8 и 23 апреля 2027 года. Второй тур в случае необходимости пройдёт двумя неделями позже. Эти президентские выборы станут 13-ми в Пятой Французской республике. Действующий президент Эмманюэль Макрон не сможет выдвинуть свою кандидатуру, так как уже избирался дважды.

## Выборная система
Чтобы зарегистрироваться для участия в первом туре выборов, кандидат должен заручиться поддержкой не менее 500 из более чем 40 000 лиц, занимающих выборные должности во Франции (это члены парламента, евродепутаты, сенаторы, региональные советники и мэры). Список поручителей кандидата должен включать по представителей по меньшей мере 30 различных департаментов Франции. Разрешается использовать не более 50 поручителей из одного департамента. Для победы в первом туре кандидат должен набрать более 50 % голосов. Если никто не получает большинства голосов в первом туре, то два кандидата, набравшие наибольшее количество голосов, соревнуются друг с другом во втором туре голосования, проводящемся две недели спустя. Победитель второго тура должен набрать более 50 % голосов. Двухраундовая система, также используемая в парламентских, местных и региональных выборах, была введена в 1962 году Шарлем де Голлем. К голосованию допускаются граждане Франции, достигшие 18-летия к дню голосования.
Президент страны, согласно конституции, не может занимать пост больше двух сроков подряд. Это значит, что действующий президент Эмманюэль Макрон не сможет выдвинуть свою кандидатуру.
Марин Ле Пен не сможет выдвинуть свою кандидатуру по решению суда.

## Дата
Президентский срок Макрона заканчивается 13 мая 2027 года. Выборы, согласно конституции, должны пройти за 20 — 35 дней до этого, то есть в период с 8 по 23 апреля 2027 года. Если ни один из кандидатов не наберёт 50 % голосов, через две недели пройдёт второй тур.

## Возможные кандидаты
- Жан-Люк Меланшон[источник не указан 499 дней]
- Франсуа Олланд[источник не указан 499 дней]
- Эдуар Филипп[6]
- Жордан Барделла[7]
- Лоран Вокье[8]
- Брюно Лё Мэр[9]
- Жеральд Дарманен[10]
- Оливье Веран[11]
- Оливье Фор[12]

## Результаты опросов
По итогам опроса телеканала BFMTV 31 % респондентов высказался в поддержку Эдуара Филиппа. По данным социологической службы OpinionWay, Филиппа поддерживает 33 %, Марин Ле Пен — 30 %.